# Droga wojewódzka 706
Die Droga wojewódzka 706 (DW 706) ist eine zwei Kilometer lange Droga wojewódzka (Woiwodschaftsstraße) in der polnischen Woiwodschaft Masowien, die die Droga wojewódzka 634 mit dem Bahnhof Warszawa Okęcie verbindet. Die Strecke liegt in der Kreisfreien Stadt Warszawa.

## Streckenverlauf
Woiwodschaft Masowien, Kreisfreie Stadt Warszawa
-  Warszawa (Warschau) (A 2, S 2, S 8, S 79, DK 2, DK 7, DK 8, DK 17, DK 61, DK 79, DW 580, DW 621, DW 629, DW 631, DW 633, DW 634, DW 637, DW 711, DW 717, DW 719, DW 724, DW 801, DW 898)